# آرامگاه خضر زنده
مقبره خضر زنده مربوط به دوران‌های تاریخی پس از اسلام است و در خرم‌آباد، جنوب شهر، گورستان عمومی واقع شده و این اثر در تاریخ ۱۸ اردیبهشت ۱۳۸۰ با شمارهٔ ثبت ۳۷۶۱ به‌عنوان یکی از آثار ملی ایران به ثبت رسیده است.ازجمله اسنادی که در این قبرستان به ثبت رسیده میتوان به قبرهای خانوادگی الماسی (بهشت۲)]وسوزنی([بهشت۹)ایمانی(بهشت۸)یزدانی(بهشت۷)خرمی(بهشت۶)]کاکاوند([بهشت۲)]وقبرهای بالای جاده وپایین جاده که قبل از سال ۱۳۶۰درفهرست اسناد استانی به شماره ثبت ۲۵۶۳۰۸۵م۵۶ باپیوست ردیف ۶۰ اردبیهشت اشاره کرد .قبرستان خضر یکی از محورهای اختلافی بین اهالی برسر زمینهای واقع درآن است که باتوجه به اسناد کمی که ثبت گردیده این اختلافات معمولا باپادرمیانی بزرگان واهالی حل وفصل میشود اما آندسته اززمینهای سنددار که برخی ازآنهادربالا ذکرشد باداشتن سندمکتوب وثبت شده جایی برای اختلاف ندارند ولی با توافقات طرفین گاهی نقل وانتقال میشوند .
قبرستان خضر از مکانهای مقدس اهالی خرم آباد محسوب میگردد که وجود این اختلافات و نزاع ها باتوجه به موقعیت آن طبیعی است 
همچنین این قبرستان درحال حاضر از ظرفیت پرشده ونمادی از تمدن شهری خرم آبادمحسوب میگردد وقراراست قبرستان جایگزینی برای اهالی درنظرگرفته شودپ